# Tir à l'arc par équipes féminin aux Jeux olympiques d'été de 2020
Navigation
Rio de Janeiro 2016 Paris 2024
L'épreuve féminine par équipes de tir à l'arc des Jeux olympiques d'été de 2020 se tient au Parc Yumenoshima à Tokyo, au Japon, le 25 juillet 2021.

## Format de la compétition
Les équipes sont composées de trois archères. Les 12 meilleures équipes sont classées par rapport aux résultats obtenus par leurs athlètes lors du tour de qualification de l'épreuve individuelle (72 flèches au total). Ce classement détermine le tableau de la phase finale.
Les 4 meilleures équipes des qualifications sont têtes de série et sont exemptées du premier tour.
Chaque match se compose de quatre sets de 6 flèches, deux par archer. L'équipe avec le score le plus élevé sur l'ensemble - le total des six flèches - reçoit deux points pour la manche ; si les équipes sont à égalités, chacune reçoit un point sur la manche. La première équipe à cinq points gagne le match. Le vainqueur se qualifie pour le tour suivant tandis que l'équipe perdante est éliminée de la compétition.

## Programme
Les horaires sont ceux de Tokyo (UTC+9).
| Jour   | Date                     | Début  | Fin     | Épreuve            | Phase                  |
| ------ | ------------------------ | ------ | ------- | ------------------ | ---------------------- |
| Jour 3 | Dimanche 25 juillet 2021 | 9 h 30 | 16 h 40 | Par équipes hommes | Éliminations/Médailles |

## Records
Avant cette compétition, les records mondiaux et olympiques sont les suivants.  Ils ont été réalisés lors des Jeux 2012 par l'équipe sud-coréenne.
- 216 flèches lors du tour de classement

| Date         | Archers                                                | Lieu    | Performance | Record |
| ------------ | ------------------------------------------------------ | ------- | ----------- | ------ |
| 14 juin 2016 | Corée du Sud Choi Mi-sun, Ki Bo-bae, Chang Hye-jin     | Antalya | 2045        | WR     |
| 9 août 2008  | Corée du Sud Park Sung-Hyun, Yun Ok-Hee, Joo Hyun-Jung | Pékin   | 2004        | OR     |

## Résultats

### Tour de classement
| Rang | Nation          | Archères                                                 | Score | 10s | Xs |
| ---- | --------------- | -------------------------------------------------------- | ----- | --- | -- |
| 1    | Corée du Sud    | An San Kang Chae-young Jang Minhee                       | 2032  | 104 | 39 |
| 2    | Mexique         | Alejandra Valencia Ana Paula Vázquez Aída Román          | 1976  | 81  | 29 |
| 3    | États-Unis      | Mackenzie Brown Casey Kaufhold Jennifer Mucino-Fernandez | 1970  | 73  | 24 |
| 4    | Japon           | Ren Hayakawa Miki Nakamura Azusa Yamauchi                | 1957  | 74  | 25 |
| 5    | Chine           | Long Xiaoqing Wu Jiaxin Yang Xiaolei                     | 1952  | 67  | 16 |
| 6    | ROC             | Elena Osipova Ksenia Perova Svetlana Gomboeva            | 1945  | 70  | 23 |
| 7    | Taipei chinois  | Lei Chien-ying Lin Chia-en Tan Ya-ting                   | 1937  | 71  | 23 |
| 8    | Italie          | Lucilla Boari Chiara Rebagliati Tatiana Andreoli         | 1936  | 60  | 16 |
| 9    | Grande-Bretagne | Sarah Bettles Bryony Pitman Naomi Folkard                | 1916  | 65  | 22 |
| 10   | Allemagne       | Michelle Kroppen Charline Schwarz Lisa Unruh             | 1909  | 65  | 19 |
| 11   | Ukraine         | Anastasia Pavlova Lidiia Sichenikova Veronika Marchenko  | 1889  | 60  | 14 |
| 12   | Biélorussie     | Karyna Kazlouskaya Hanna Marusava Karyna Dziominskaya    | 1882  | 42  | 5  |

### Tableau final
| 1er tour | 1er tour        | 1er tour | 1er tour | 1er tour | 1er tour | 1er tour |  |  | Quarts de finale | Quarts de finale | Quarts de finale | Quarts de finale | Quarts de finale | Quarts de finale | Quarts de finale |  |    | Demi-finales | Demi-finales | Demi-finales | Demi-finales | Demi-finales | Demi-finales | Demi-finales |  |                               | Finale                        | Finale                        | Finale                        | Finale                        | Finale                        | Finale                        | Finale |
|          |                 |          |          |          |          |          |  |  |                  |                  |                  |                  |                  |                  |                  |  |    |              |              |              |              |              |              |              |  |                               |                               |                               |                               |                               |                               |                               |        |
|          |                 |          |          |          |          |          |  |  |                  |                  |                  |                  |                  |                  |                  |  |    |              |              |              |              |              |              |              |  |                               |                               |                               |                               |                               |                               |                               |        |
|          |                 |          |          |          |          |          |  |  | 1                | Corée du Sud     | 58               | 56               | 57               |                  | 6                |  |    |              |              |              |              |              |              |              |  |                               |                               |                               |                               |                               |                               |                               |        |
| 9        | Grande-Bretagne | 52       | 52       | 45       | 53       | 3        |  |  | 8                | Italie           | 54               | 52               | 49               |                  | 0                |  |    |              |              |              |              |              |              |              |  |                               |                               |                               |                               |                               |                               |                               |        |
| 8        | Italie          | 51       | 53       | 46       | 53       | 5        |  |  |                  |                  |                  |                  |                  |                  |                  |  |    | 1            | Corée du Sud | 54           | 57           | 53           |              | 5            |  |                               |                               |                               |                               |                               |                               |                               |        |
| 5        | Chine           | 50       | 54       | 53       | 52       | 3        |  |  |                  |                  |                  |                  |                  |                  |                  |  |    | 12           | Biélorussie  | 52           | 51           | 53           |              | 1            |  |                               |                               |                               |                               |                               |                               |                               |        |
| 12       | Biélorussie     | 55       | 50       | 53       | 53       | 5        |  |  | 12               | Biélorussie      | 48               | 52               | 55               | 54               | 5                |  |    |              |              |              |              |              |              |              |  |                               |                               |                               |                               |                               |                               |                               |        |
|          |                 |          |          |          |          |          |  |  | 4                | Japon            | 52               | 51               | 55               | 48               | 3                |  |    |              |              |              |              |              |              |              |  |                               |                               |                               |                               |                               |                               |                               |        |
|          |                 |          |          |          |          |          |  |  |                  |                  |                  |                  |                  |                  |                  |  |    |              |              |              |              |              |              |              |  |                               | 1                             | Corée du Sud                  | 55                            | 56                            | 54                            |                               | 6      |
|          |                 |          |          |          |          |          |  |  |                  |                  |                  |                  |                  |                  |                  |  |    |              |              |              |              |              |              |              |  |                               | 6                             | ROC                           | 54                            | 53                            | 51                            |                               | 0      |
|          |                 |          |          |          |          |          |  |  | 3                | États-Unis       | 49               | 49               | 53               |                  | 0                |  |    |              |              |              |              |              |              |              |  |                               |                               |                               |                               |                               |                               |                               |        |
| 11       | Ukraine         | 50       | 51       | 52       | 52       | 2        |  |  | 6                | ROC              | 53               | 52               | 57               |                  | 6                |  |    |              |              |              |              |              |              |              |  |                               |                               |                               |                               |                               |                               |                               |        |
| 6        | ROC             | 52       | 52       | 51       | 54       | 6        |  |  |                  |                  |                  |                  |                  |                  |                  |  | 6  | ROC          | 54           | 51           | 57           |              | 5            |              |  |                               |                               |                               |                               |                               |                               |                               |        |
| 7        | Taipei chinois  | 54       | 54       | 49       | 50       | 2        |  |  |                  |                  |                  |                  |                  |                  |                  |  | 10 | Allemagne    | 54           | 48           | 52           |              | 1            |              |  |                               |                               |                               |                               |                               |                               |                               |        |
| 10       | Allemagne       | 55       | 47       | 52       | 55       | 6        |  |  | 10               | Allemagne        | 53               | 51               | 49               | 55               | 6                |  |    |              |              |              |              |              |              |              |  | Match pour la troisième place | Match pour la troisième place | Match pour la troisième place | Match pour la troisième place | Match pour la troisième place | Match pour la troisième place | Match pour la troisième place |        |
|          |                 |          |          |          |          |          |  |  | 2                | Mexique          | 48               | 48               | 54               | 49               | 2                |  |    |              |              |              |              |              |              |              |  |                               | 12                            | Biélorussie                   | 48                            | 51                            | 55                            |                               | 1      |
|          |                 |          |          |          |          |          |  |  |                  |                  |                  |                  |                  |                  |                  |  |    |              |              |              |              |              |              |              |  |                               | 10                            | Allemagne                     | 55                            | 53                            | 55                            |                               | 5      |

### Classement final
| Rang | Nation          | Archers                                                  |
| ---- | --------------- | -------------------------------------------------------- |
| 1    | Corée du Sud    | An San Kang Chae-young Jang Minhee                       |
| 2    | ROC             | Elena Osipova Ksenia Perova Svetlana Gomboeva            |
| 3    | Allemagne       | Michelle Kroppen Charline Schwarz Lisa Unruh             |
| 4    | Biélorussie     | Karyna Kazlouskaya Hanna Marusava Karyna Dziominskaya    |
| 5    | Japon           | Ren Hayakawa Miki Nakamura Azusa Yamauchi                |
| 6    | Mexique         | Alejandra Valencia Ana Vazquez Aida Roman                |
| 7    | Italie          | Lucilla Boari Chiara Rebagliati Tatiana Andreoli         |
| 8    | États-Unis      | Mackenzie Brown Casey Kaufhold Jennifer Mucino-Fernandez |
| 9    | Chine           | Long Xiaoqing Wu Jiaxin Yang Xiaolei                     |
| 9    | Grande-Bretagne | Sarah Bettles Bryony Pitman Naomi Folkard                |
| 9    | Taipei chinois  | Lei Chien-ying Lin Chia-en Tan Ya-ting                   |
| 9    | Ukraine         | Anastasia Pavlova Lidiia Sichenikova Veronika Marchenko  |